# Tomoxia latenotata
Tomoxia latenotata là một loài bọ cánh cứng trong họ Mordellidae. Loài này được Píc miêu tả khoa học năm 1924.